# Wanniyala-Aetto
Los Wanniyala-Aetto ('seres de la selva') son un pueblo indígena de Sri Lanka. Su designación más conocida como Veddas, Veddah o vedoides proviene del idioma tamil: vedar  'cazadores'. Yakkhas es el nombre que reciben en el Mahavamsa, una antigua crónica cingalesa.
Se han encontrado en Sri Lanka restos humanos de hace 18 mil años que muestran una continuidad genética con los Wanniyala-Aetto. Los estudios de ADN establecen además que tienen antepasados comunes con muchos cingaleses, el pueblo mayoritario de Sri Lanka.
Originalmente los Wanniyala-Aetto eran cazadores-recolectores. Utilizaban arcos y flechas en la cacería, recolectaban las plantas silvestres y miel. Luego muchos Wanniyala-Aetto también practicaron la horticultura itinerante; abren campos en la selva con el método de tala y quema, llamado chena en Sri Lanka. En la costa del este practican todavía la pesca.
En 1950, el Gobierno de Sri Lanka abrió su territorio a los colonos cingaleses. Los bosques fueron arrasados con motoniveladora, los terrenos de caza inundados y millares de colonos fueron a instalarse. En 1983, el último refugio forestal del Wanniyala-Aetto fue convertido en parque nacional de Maduru Oya y se desplazó forzadamente a sus habitantes a aldeas, con la prohibición de regresar al bosque sin autorización.

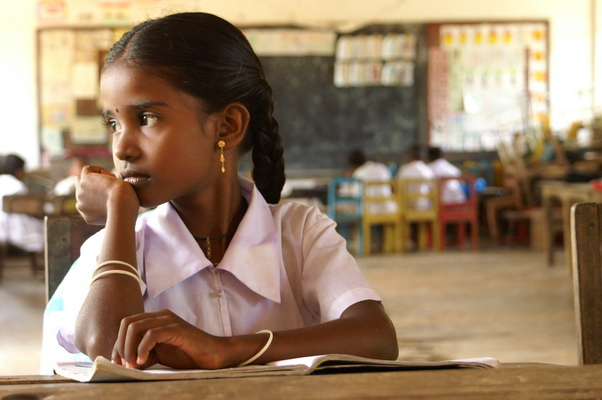
Niña vedda en una escuela de Dambana, distrito de Badulla, provincia de Uva.

Diferentes observadores afirman que los Wanniyala-Aetto y especialmente su cultura, están desapareciendo. Las restricciones legales sobre el bosque, y luego la guerra civil, han interrumpido sus formas tradicionales de vida. Además, su asimilación cultural con otras poblaciones locales se ha presentado durante mucho tiempo. Muchos campesinos pobres cingaleses o tamiles son ahora considerados como "veddas" por sus compatriotas. Los matrimonios mixtos entre "veddas" y cingaleses son muy frecuentes. Los Wanniyala-Aetto han adoptado la lengua de sus vecinos: en el sureste de Sri Lanka, especialmente en la vecindad de Bintenne en la provincia de Uva y también en el distrito norteño de Anuradhapura han adoptado la lengua cingalesa. En las áreas costeras de la provincia del este, sobre todo entre Batticaloa y Trincomalee se encuentran grupos que hablan tamil.
La antropóloga Dr. Wiveca Stegeborn ha estudiado a los vedda desde 1977 y afirma que sus mujeres jóvenes son engañadas para que acepten contratos como trabajadoras domésticas en los países árabes del Oriente Medio, cuando de hecho son víctimas del tráfico humano para prostitución o vendidas como esclavas sexuales.